# 이리남성여자중학교
이리남성여자중학교(裡里南星女子中學校)는 대한민국 전북특별자치도 익산시 신동에 있는 사립 중학교이다.

## 학교 연혁
- 1946년 3월 5일 : 재단법인 화성학원 설립 및 남성중학교 인가
- 1956년 2월 1일 : 남성중학교 여자반 2학급 인가
- 1958년 2월 15일 : 이리남성여자중학교 설립인가
- 1958년 4월 1일 : 이중각 선생 초대 교장으로 취임
- 1980년 2월 22일 : 전북 익산시 남중동 254번지 교사로 이전
- 1985년 4월 30일 : 전북 익산시 영등동 337-5번지 현 소라단 교사로 이전
- 1989년 11월 25일 : 손태희 선생 학원 이사장 취임
- 1990년 1월 19일 : 학교법인 남성학원으로 개명
- 2016년 3월 1일 : 18학급 배정
- 2023년 9월 1일 : 제20대 황호준 교장 취임
- 2024년 1월 25일 : 제66회 168명 졸업(졸업생 총 수 20,860명)

## 참고 자료
- 이리남성여자중학교 - 한국교육학술정보원 학교알리미